# La fianza
La fianza es una película hispano-colombiana de thriller de 2024, dirigida por Gonzalo Perdomo-Tafur, quien la coescribió junto con Andrés Martorell. Está protagonizada por Julián Román, Juana Acosta e Israel Elejalde. Se estrenó por primera vez en el FICAL el 16 de noviembre de 2024, y luego se estrenó en cines españoles el 5 de diciembre de 2023, con distribución de Syldavia Cinema.

## Trama
Tras celebrar el sexto cumpleaños de su hija, Ana (Juana Acosta) recibe la inoportuna visita de Walter (Israel Elejalde), un extraño hombre que pregunta por su marido, Ricardo (Julián Román), con el que tiene negocios pendientes. Lo que comienza como una visita incómoda para Ana, termina convirtiéndose en una inquietante situación en la que descubre las constantes mentiras e infidelidades de Ricardo, así como la verdadera razón por la que Walter se encuentra en su casa: retenerlas a ella y a su hija a manera de fianza mientras Ricardo cierra un negocio con la peligrosa organización narco para la que trabaja Walter.

## Reparto
- Julián Román como Ricardo[4]
- Juana Acosta como Ana[4]
- Israel Elejalde como Walter[4]

## Producción
En 2018, se anunció por primera vez el proyecto de largometraje de La fianza, el cual aún estaba en fase de financiación y ya contrató a Juana Acosta como protagonista. El rodaje de la película tuvo lugar enteramente en una casa de Madrid, diseñada por el estudio Espejo & Goyanes.

## Lanzamiento y marketing
El 16 de octubre, Syldavia Cinema programó el estreno en cines de La fianza para el 5 de diciembre de 2024. El 16 de noviembre de 2024, la película tuvo su estreno mundial en el FICAL.